# Nederländernas Grand Prix 1958
Nederländernas Grand Prix 1958 var det tredje av elva lopp ingående i formel 1-VM 1958. 

## Resultat
1. Stirling Moss, Vanwall, 8+1 poäng
2. Harry Schell, BRM, 6
3. Jean Behra, BRM, 4
4. Roy Salvadori, Cooper-Climax, 3
5. Mike Hawthorn, Ferrari, 2
6. Cliff Allison, Lotus-Climax
7. Luigi Musso, Ferrari
8. Jack Brabham, Cooper-Climax
9. Maurice Trintignant, R R C Walker (Cooper-Climax)
10. Joakim Bonnier, Jo Bonnier (Maserati)
11. Carel Godin de Beaufort, Ecurie Maarsbergen (Porsche)

### Förare som bröt loppet
- Giorgio Scarlatti, Giorgio Scarlatti (Maserati) (varv 52, bakaxel)
- Stuart Lewis-Evans, Vanwall (46, motor)
- Graham Hill, Lotus-Climax (40, överhettning)
- Peter Collins, Ferrari (32, växellåda)
- Masten Gregory, Gould's Garage (Maserati) (16, bränslepump)
- Tony Brooks, Vanwall (13, bakaxel)